# Andrena malacothricidis
Andrena malacothricidis là một loài Hymenoptera trong họ Andrenidae. Loài này được Thorp mô tả khoa học năm 1969.